# Bitka pri Black Mingo
Bitka pri Črnem Mingu (Black Mingo) e bila spopad med ameriško revolucijo. Zgodilo se je 29. septembra 1780  v bližini gostilne Dollard's Tavern (znane tudi kot Red House) v Willtownu, okrožje Williamsburg, Južna Karolina blizu Rhemsa, Južna Karolina.
General Francis Marion, ki je vodil revolucionarne sile, je napadel in razpršil kontingent lojalističnih vojakov, ki jih je britanski polkovnik Banastre Tarleton po svojem uničujočem pohodu skozi območje pustil za zavarovanje regije.
Lojalisti pod poveljstvom polkovnika Johna Cominga Balla so bili po znatnih žrtvah pregnani v močvirje Črni Mingo.
»Mingo« je beseda iz ljudstva Chickasaw za »poglavarja«.

### Navedbe
1. 1 2  Inbody, Anna. »Black Mingo Creek: Fighting Among Neighbors«. The Historical Marker Database. HMdb.org. Pridobljeno 2. julija 2020.
2. 1 2  J. W. Nelson Chandler, "Willtown, Black Mingo: The Rise and Fall of an Early Village in the South Carolina Lowcountry" in The South Carolina Historical Magazine Vol. 105, No. 2 (April 2004) pp. 107-134
3. ↑  Crawford, 2024, str. 116: Za točen datum bitke glejte tukaj.
4. ↑  Crawford, 2024, str. 115: »V prvem tednu septembra [1780] ... je bila poslana sila med [200 in 250] lojalistov z izrecnimi navodili, naj uničijo Mariona in njegove čete ...«
5. ↑  James, William Dobein (1821). A Sketch of the Life of Brig. Gen. Francis Marion. South Carolina. str. Ch 2 Para 17.
6. ↑  Crawford, 2024 p. 116: The creek “named for the Chickasaw name for “chief.”